# إرنست كاسيرر

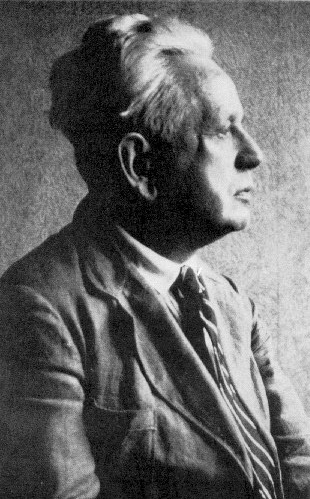
أرنست كاسيرر

إرنست كاسيرر (بالألمانية: Ernst Cassirer) (1874 - 1945) فيلسوف ألماني ومؤرخ فلسفة ينتمي إلى ما يسمى بمدرسة ماربورج في “الفلسفة الكانطية الجديدة”. اشتهر كأبرز شارح للفلسفة النقدية الكانطية في القرن العشرين. غادر ألمانيا في عام 1933، وتوفي في نيويورك. من أشهر أعماله: “الجوهر والوظيفة” (1910)، “الحرية والشكل” (1916)، “فلسفة الأشكال الرمزية” (1923 - 1929)، “الأسطورة والدولة” (1942)، “الرمز والأسطورة والثقافة (1979)، “اللغة والأسطورة” (1925)
تدرب في مدرسة ماربورج للكانطية الجديدة، اتبع في البداية معلمه هيرمان كوهين في محاولته لتقديم فلسفة مثالية للعلم.
بعد وفاة كوهين، طور كاسيرر نظرية الرمزية واستخدمها في توسيع ظواهرية المعرفة إلى فلسفة ثقافية أكثر عمومية. كان كاسيرر أحد أبرز المدافعين عن المثالية الفلسفية. أشهر أعماله هو «فلسفة الأشكال الرمزية(1923-1929)».
رغم أن عمله لقي ردود فعل متباينة بعد وفاته بفترة قصيرة، وأشارت أبحاث حديثة إلى دور كاسيرر بصفته مدافعًا قويًا عن المثالية الأخلاقية لعصر التنوير وقضية الديمقراطية الليبرالية في الوقت الذي جعل فيه ظهور الفاشية هذا الدفاع غير عصري (موضة قديمة). اعتُبرت أعمال كاسيرر داخل المجتمع اليهودي الدولي جزءًا من تقليد عريق للتفكير في الفلسفة الأخلاقية.

## السيرة الذاتية
ولد في بريسلاو في سيليزيا (تُعرف حاليًا ببولندا الجنوبية الغربية) لعائلة يهودية، درس كاسيرر الأدب والفلسفة في جامعة ماربورج (حيث أكمل عمله في الدكتوراه في عام 1899 بأطروحة عن تحليل رينيه ديكارت للمعرفة العلمية الطبيعية والرياضية بعنوان (نقد ديكارت للمعرفة العلمية والرياضية) وفي جامعة برلين (حيث أكمل شهادة تأهله للأستاذية في عام 1906 بأطروحة (مشكلة المعرفة في الفلسفة والعلم في العصر الحديث: المجلد الأول).
سياسيًا، كان كاسيرر مؤيدًا للحزب الديمقراطي الألماني الليبرالي. بعد عمله عدة سنوات معلمًا في جامعة فريدريك فيلهيلم في برلين، انتُخب كاسيرر في عام 1919 عن مقعد الفلسفة في جامعة هامبورغ المؤسسة حديثًا، حيث ألقى المحاضرات حتى عام 1933، مشرفًا مع آخرين على أطروحات الدكتوراه لخواكيم ريتر وليو ستراوس. غادر ألمانيا بعد صعود النازيين إلى السلطة في عام 1933، لأنه كان يهوديًا.
بعد مغادرته ألمانيا عمل عدة سنوات في جامعة أوكسفورد، قبل أن يصبح أستاذًا في جامعة غوتنبرغ. عندما رأى كاسيرر السويد غير آمنة أبدًا، تقدّم إلى منصب في جامعة هارفرد، لكنه رُفض لأنه قبل ثلاثين عامًا رفض عرض عمل منهم.[بحاجة لمصدر] في عام 1941 أصبح أستاذًا زائرًا في جامعة ييل، ثم انتقل إلى جامعة كولومبيا في نيويورك، حيث حاضر فيها منذ عام 1943 حتى وفاته في عام 1945.
توفي كاسيرر إثر نوبة قلبية في أبريل عام 1945 في مدينة نيويورك. يقع قبره في ويستوود، نيوجيرسي، في مقابر جماعة حبونيم، مدافن بيت إيل في حديقة سيدار.
كان ابنه هاينز كاسيرر أيضًا باحثًا كانطيًا.
تتضمن عائلته المرموقة أيضًا خبير الأعصاب ريتشارد كاسيرر، والناشر ومالك المعرض برونو كاسيرر وتاجر الفن والمحرر بول كاسيرر.

## التأثيرات
قدم دونالد فيليب فيرين، الذي نشر بعض أبحاث كاسيرر الموجودة في جامعة ييل، هذه المراجعة عن أفكاره قائلًا:
«أصبح كاسيرر، بصفته مفكرًا، تجسيدًا للمبادئ الكانطية، وأكثر من ذلك أيضًا، فكان تجسيدًا للامتداد الحيوي من النهضة إلى التنوير، استمرارًا إلى مفهوم هيردر للتاريخ، وشعر غوته، ودراسة فيلهيلم فون هومبولت للغة الجاوية، وفلسفة الميثولوجيا لشيلينغ، وظواهرية الروح لهيغل، ومفهوم فيشر للرمز الجمالي وعدة آخرين. نتج منصب كاسيرر من خلال إتقانه للتطور الكامل لهذا العالم من الفهم الإنساني، والذي يتضمن نهضة النظرة العلمية العالمية – وهو إتقان واضح في أعماله التاريخية وفلسفته المنهجية».

## من أعماله
- Kant's Life and Thought (1918), English translation 1981
- Philosophy of Symbolic Forms (1923–29), English translation 1953–1957
- Philosophy of the Enlightenment (1932), English translation 1951
- An Essay on Man (written and published in English) (1944)
- The Myth of the State (written and published in English) (posthumous) (1946)

## وصلات خارجية
- إرنست كاسيرر على موقع الموسوعة البريطانية (الإنجليزية)
- إرنست كاسيرر على موقع مونزينجر (الألمانية)
- إرنست كاسيرر على موقع إن إن دي بي (الإنجليزية)
- التقليد والتجديد في الفن والثقافة/ (وجهة نظر فلسفية)/ الزواوي بغوره. أو لا . في مفهو م الرمز والعلامة. ثانيا. من منطق للثقافة إلى نحو للثقافة. ثالثا . بين التقليد والتجديد. رابعا. الفن بوصفه رمزا ثقافيا.